# Émilie Andéol
Émilie Andéol (Bordeaux, 30 de outubro de 1987) é uma judoca francesa.
Foi campeã olímpica nos Jogos Olímpicos de 2016 no Rio de Janeiro, além de medalhista de bronze no Campeonato Mundial em 2014.